# Яндекс.Народна Карта
Яндекс.Народна Карта е картографска услуга на Яндекс, стартирала праз април 2010 г.
За разлика от Яндекс.Карти предоставя възможност на потребителите сами да въвеждат картографска информация, която отсъства или е в неточен вид, в картите на различни страни. Сформирана е общност, подобна на тази в OpenStreetMap и Уикимапия, но за разлика от тях „Яндекс“ приема създадените от общността карти за своя интелектуална собственост.
Крайна цел на проекта е създаване на висококачествени карти, които се публикуват в услугата Яндекс.Карти, като нанесените изменения в Народната картата не се отразяват веднага в Яндекс.Карти.